# Hideo Nakata
Hideo Nakata (中田 秀夫, Nakata Hideo) (Okayama, 19 de julho de 1961) é um cineasta japonês.

## Vida e Carreira
Nakata nasceu em Okayama, Japão. É mais conhecido no Ocidente por seu trabalho em filmes de terror japoneses como O chamado (1998), O chamado 2 (1999) e Água negra(2002), que posteriormente foram refilmados na América.

## Filmografia
- Curse, Death & Spirit (1992) – Diretor
- Don't Look Up (1996) – Diretor, Escritor
- Tokyo biyori (1997) – Ator
- Ringu (O Chamado)" (1998) – Diretor
- Joseph Losey: The Man with Four Names (1998) (documentary) – Diretor, Escritor
- Ringu 2 (O Chamado 2) (1999) – Diretor, Escritor
- Sadistic and Masochistic (2000) (documentary) – Diretor
- Sleeping Bride (Garasu no nou) (2000) – Diretor
- Chaos (2000) – Diretor
- Sotohiro (2000) – Diretor
- Chi wo suu uchuu (2001) – Ator
- Água negra (2002) – Diretor, Escritor (Roteiro)
- Last Scene (2002) – Diretor, Produtor
- O chamado 2 (2005) – Diretor
- Água Negra (EUA) (2005) – Escritor
- Hideo Nakata's Kaidan (2007) – Diretor
- Death Note: L, change the WorLd (2007) – Diretor
- The Incite Mill (2009) – Diretor
- Chatroom (2010) – Diretor
- The Suicide Forest (2012) – Diretor
- The Complex (2013) - Diretor
- Monsterz (2014) - Diretor
- Words With Gods (2014)
- Ghost Theater (2015)